# Проспект Лихачёва
Проспе́кт Лихачёва — улица на юге Москвы в Даниловском районе Южного административного округа от Автозаводской улицы до улицы Мустая Карима.

## Происхождение названия
Назван в 2018 году в честь организатора автомобильной промышленности в СССР Ивана Алексеевича Лихачёва (1896—1956). Его именем также назывался один из крупнейших в СССР и Российской Федерации завод по производству гражданской и тяжёлой военной техники.

## История
До середины 2010-х годов проспект представлял собой отдельные отрезки дорог на территории предприятия ЗИЛ, часть будущей трассы была занята производственными строениями и ж.-д. переездом в районе Нагатинской поймы. Их объединение в новую магистраль для нового строящегося района началось в 2016 году с расчистки территории от производственных корпусов. Основной связкой будущего проспекта стал путепровод, сооружённый над северо-восточной частью станции Московского центрального кольца «ЗИЛ». В августе 2018 года проспект открылся для движения транспорта.

## Транспорт
В начале проспекта — станция метро  Технопарк Замоскворецкой линии, посередине — станция МЦК «ЗИЛ».
Автобусные маршруты: м9, 766 (от МЦК «ЗИЛ» в сторону Автозаводского моста), 831 (от МЦК «ЗИЛ» до метро «Технопарк»).